# Christian Erdmann Kindten
Christian Erdmann Kindten, född 26 juni 1752 i Schlemmin, död 14 november 1803 i Stralsund, var en tysk orgelbyggare. 

## Biografi
Christian Kindten utbildade sig som snickare i Stralsund. Han åkte senare till Köpenhamn, där han tog ritlektioner i en söndagsskola. I Sankt Petersburg, där han stannade i fem år, lärde han sig att bygga orglar och stränginstrument. Eventuellt var den svenska orgelbyggaren Olof Schwan  eller Heinrich Andreas Contius från Halle an der Saale hans lärare. 
Han återvände sedan till svenska Pommern. Där reparerade han orglar som inte längre finns bevarade idag i Nehringen, Richtenberg och Bergen auf Rügen. Hans största verk är orgeln i Sankt Jacobs kyrka i Gingst från 1790, och efter att han hade bosatt sig i Stralsund 1790, den byggd  orgeln 1796 i St. Michaels kyrka i Sagard. 
Den planerade konstruktionen av ett orgel för Thomaskyrkan i Tribsees kunde inte längre genomföras på grund av Kindens sjukdom och död. 